# Багатодітні матері
Багатоді́тна мати — жінка, яка народила трьох чи більше дітей. В Україні жінки, які народили п'ять і більше дітей, які виховали їх до восьмирічного віку, мають право на пенсію за віком на пільгових умовах при досягненні 50 років і при стажі роботи не менше як 15 років.

## Історія
За законодавством СРСР багатодітними вважалися матері, що народили і виховали 3 і більше дітей. Матері, які народили і виховали 10 та більше дітей, удостоювалися почесного звання «Мати-героїня» і нагороджувалися орденом «Мати-героїня»; які народили 9, 8 або 7 дітей — орденом «Материнська слава»; 6 або 5 дітей — «Медаллю материнства». 
Багатодітним матерям в радянській Україні було вручено біля 801 тисячі орденів та медалей. Понад 8 тисяч радянських українок носили почесне звання «Мати-героїня». Після народження 3-ї дитини мати одержувала одноразову допомогу в розмірі 200 карбованців. Ця допомога зростала на кожну наступну дитину до 2500 крб. З народженням 4-ї і кожної наступної дитини мати одержувала також і щомісячну допомогу від 40 до 150 крб (залежно від кількості дітей), що виплачувалася з 2-го року від народження дитини до 5-річного віку. 
Багатодітні матері в УРСР у 1958 одержали біля 330 млн крб державної допомоги. Для багатодітних матерів, що народили 5 і більше дітей, встановлений для одержання пенсії по старості вік і трудовий стаж знижувалися. Багатодітні матері також користувалися правом на зменшену плату за квартиру, за перебування дітей у дитсадках і яслах та податковими пільгами.

## Зовнішні посилання
- Історія Валентини Іонової, матері героїні, яка виховала 51 дитину! [Архівовано 30 серпня 2009 у Wayback Machine.]